# Masi Torello
Masi Torello – miejscowość i gmina we Włoszech, w regionie Emilia-Romania, w prowincji Ferrara.
Według danych na rok 2004 gminę zamieszkiwało 2328 osób, 105,8 os./km².